# Джибути на летних Олимпийских играх 2004
Джибути принимала участие в Летних Олимпийских играх 2004 года в Афинах (Греция) в шестой раз за свою историю. Сборную страны должны были представлять два легкоатлета — Ахмед Мохаммед Абдиллахи (мужской бег на 800 м) и Зейнаб Хайрех (женский бег на 1500 м), но они не стартовали в своих забегах.

## Результаты соревнований

### Лёгкая атлетика
Мужчины:
- Ахмед Мохаммед Абдиллахи — бег на 800 м

Женщины:
- Зейнаб Хайрех — бег на 1500 м